# Дедовичи (Житомирская область)
Дедо́вичи (укр. Дідовичі) — село на Украине, находится в Звягельском районе Житомирской области.
Население по переписи 2001 года составляет 606 человек. Почтовый индекс — 11736. Телефонный код — 4141. Занимает площадь 1,858 км².

## Адрес местного совета
11736, Житомирская область, Новоград-Волынский р-н, с. Дедовичи